# Curbigny
Curbigny é uma comuna francesa na região administrativa de Borgonha-Franco-Condado, no departamento Saône-et-Loire. Estende-se por uma área de 9,69 km². Em 2010 a comuna tinha 324 habitantes (densidade: 33,4 hab./km²).